# Maurizio Piovani
Maurizio Piovani (* 17. Juli 1957 in Cremona) ist ein ehemaliger italienischer Radrennfahrer und nationaler Meister im Radsport.

## Sportliche Laufbahn
Sein erster bedeutender Erfolg war der Sieg bei der italienischen Meisterschaft im Straßenrennen der Amateure 1980. Im folgenden Jahr trat er zu den Berufsfahrern über. Seine größten Erfolge als Profi waren Etappensiege beim Giro d’Italia in den Jahren 1985 und 1986 jeweils im Mannschaftszeitfahren und der zweite Platz bei der Coppa Bernocchi 1983. Er war ein langjähriger Helfer von Giuseppe Saronni. Elfmal fuhr er den Giro d’Italia und hatte mit dem 38. Platz 1991 seine beste Platzierung. Die Tour de France bestritt er 1987 und wurde dabei als 120. klassiert. 1993 beendete er seine Laufbahn. Anschließend wurde er Sportlicher Leiter beim Team Lampre.

## Grand-Tour-Platzierungen
| Grand Tour            | 1981 | 1982 | 1983 | 1984 | 1985 | 1986 | 1987 | 1988 | 1989 | 1990 | 1991 | 1992 |
| --------------------- | ---- | ---- | ---- | ---- | ---- | ---- | ---- | ---- | ---- | ---- | ---- | ---- |
| Vuelta a EspañaVuelta | –    | –    | –    | –    | –    | –    | –    | –    | 75   | –    | –    | –    |
| Giro d’ItaliaGiro     | 45   | 48   | 96   | 44   | 65   | 85   | –    | 70   | 50   | 60   | 38   | 89   |
| Tour de FranceTour    | –    | –    | –    | –    | –    | –    | 120  | –    | –    | –    | –    | –    |